# António Manuel Pereira Ribeiro
António Manuel Pereira Ribeiro GCC (Friande, Póvoa de Lanhoso, 16 de Fevereiro de 1879 —  Funchal, 22 de Março de 1957) foi um bispo português.

## Biografia
Era filho de Duarte Dias Pereira Dias Ribeiro e de sua mulher Deolinda Rosa da Silva.
A família passou a residir em Viana do Castelo, na rua de São Sebastião (atual rua Manuel de Espregueira). O pai era proprietário da farmácia "Aurea Vianense" no r/c da residência de família.
António Manuel era o mais velho de cinco irmãos e irmãs; o segundo, Luís Gonzaga, morreu a 9 de Abril de 1918 na Batalha de La Lys, Joaquim era farmacêutico e as duas irmãs, Maria da Conceição e Maria das Dores, solteiras, viveram sempre na casa dos pais.
Em Outubro de 1889, António Manuel entrou para o Colégio de São Fiel. Em 1895 matriculou-se no primeiro ano da Faculdade de Teologia da Universidade de Coimbra, concluindo a sua formação em 1900.
Foi ordenado presbítero em 13 de Outubro de 1901.
Em 1 de Fevereiro de 1904 foi nomeado professor de ciências eclesiásticas, vice-reitor do seminário de Bragança e examinador pró-sinodal da diocese.
Por decreto de 24 de Abril de 1905 e carta régia de 27 de Maio desse ano foi nomeado cónego da Sé do Funchal. Por morte do seu predecessor em 26 de Junho de 1911 foi nomeado Vigário Capitular da diocese.
Preconizado Bispo do Funchal em 2 de Outubro de 1914, D. António Manuel Pereira Ribeiro viria a ser sagrado em 7 de Fevereiro de 1915 na Igreja de São Domingos em Viana do Castelo (A Aurora do Lima 1915).
Privou e presidiu ás cerimónias fúnebres do último imperador austro-húngaro, Beato Carlos de Áustria, exilado no Funchal, em 1 de Abril de 1921. (Michel Dugast Rouillé, Charles de Habsbourg, Le dernier emperer, Éditions Racine 2003).7
Foi agraciado com a Grã-Cruz da Ordem Militar de Cristo a 6 de Abril de 1940.
Faleceu no Funchal em 22 de Março de 1957, estando sepultado na Igreja do Imaculado Coração de Maria no Funchal.